# E.T. the Extra-Terrestrial (album)
Pour les articles homonymes, voir E.T. the Extra-Terrestrial.
E.T. the Extra-Terrestrial est un livre audio et un album du film E.T. l'extra-terrestre (1982) réalisé par Steven Spielberg. Narré par l'artiste Michael Jackson, l'album a été produit par le compositeur Quincy Jones et distribué par MCA Records en disque vinyle à partir de novembre 1982. Néanmoins, le disque sera rapidement retiré de la vente à cause de problèmes juridiques entre MCA Records et Epic Records.
La production du livre audio a également vu la collaboration de Rod Temperton, Freddy DeMann ou encore Bruce Swedien, tandis que la musique a été composée par John Williams.

## Production

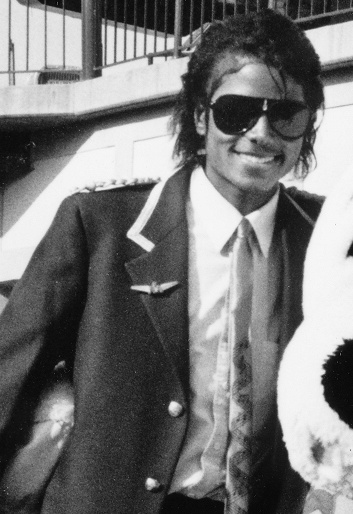
Michael Jackson a commencé à travailler sur E.T. the Extra-Terrestrial à peu près en même temps qu'il enregistrait Thriller.

Michael Jackson a commencé à travailler sur le livre audio E.T. the Extra-Terrestrial en juin 1982 – environ deux mois après avoir commencé l'enregistrement de son sixième album studio Thriller. Quincy Jones a été le producteur des deux projets, en plus d'être l'auteur de la narration du livre audio. Pendant l'enregistrement de la narration, Jackson a été tellement bouleversé par la mort d'E.T. qu'il en a pleuré. Jones et Spielberg ont tous deux estimé qu'essayer d'enregistrer à nouveau la partie ne changerait pas la réaction émotionnelle de la pop star et ont décidé de laisser les pleurs de Jackson dans l'enregistrement final. La biographe de Jackson, Lisa D. Campbell, a écrit que Jones avait appris cela lors de l'enregistrement de She's Out of My Life (de l'album Off the Wall), où le chanteur avait également fondu en larmes.
Plusieurs des collaborateurs du livre audio E.T. the Extra-Terrestrial avaient travaillé avec déjà travaillé avec Jackson par le passé. Rod Temperton, qui avait écrit plusieurs chansons figurant sur Off the Wall et Thriller, a écrit la musique de Someone in the Dark. Freddy DeMann et Ron Weisner, anciens managers des Jacksons, ont été les coordinateurs de la production de l'album. L'ingénieur du son Bruce Swedien a assuré le mixage audio, une tâche qu'il avait déjà accomplie sur Off the Wall et Thriller et qu'il accomplirait pour les albums suivants de la star. Dick Zimmerman a photographié Jackson pour la pochette de Thriller, avant de capturer à nouveau le chanteur pour l'affiche d'E.T. the Extra-Terrestrial.
Une fois l'enregistrement et les aspects techniques de la production terminés, MCA Records (le distributeur de l'album) a pressé plus d'un million d'exemplaires du livre audio. En 1982, un journaliste de Billboard écrit qu'il s'agit de l'un des projets « les plus ambitieux » que MCA Records ait entrepris à ce jour.

## Affection de Michael Jackson pour E.T.
Si Michael Jackson avait accepté de réaliser ce livre audio, c'est parce qu'il avait ressenti une affection particulière pour le personnage d'E.T. dans le film. Dans le numéro de décembre 1982 du magazine Ebony (dans lequel Jackson et E.T. apparaissent sur la couverture), le chanteur a partagé ses réflexions sur les raisons pour lesquelles il avait un lien si fort avec le personnage :
« Il est dans un endroit étrange et veut être accepté — c'est une situation dans laquelle je me suis retrouvé à plusieurs reprises lors de voyages de ville en ville partout dans le monde. Il est plus à l'aise avec les enfants et j'ai un grand amour pour les enfants. Il donne de l'amour et veut de l'amour en retour, c'est moi. Et il a ce super pouvoir qui lui permet de décoller et de voler quand il veut s'éloigner des choses sur Terre, et je peux m'identifier à cela. Lui et moi sommes pareils sur certains points ».
Michael Jackson a acquis par la suite une des deux marionnettes d'E.T ayant servi pour le tournage du film.

## Problèmes juridiques
Le livre audio E.T. the Extra-Terrestrial a été publié en disque vinyle LP et cassette audio en novembre 1982, le même mois que l'album Thriller de Michael Jackson, produit par Epic Records. Cependant, pour éviter que le livre audio n'entre en compétition avec Thriller, Epic Records avait émis deux conditions à respecter :
- MCA Records ne devait pas sortir E.T. the Extra-Terrestrial avant Noël 1982.
- La chanson Someone in the Dark ne devait pas sortir en single. Or, des exemplaires promotionnels avaient déjà été envoyés à des radios.

À cause du non respect de ces deux conditions par MCA Records, Epic Records, via la voix de son président Walter Yetnikoff (en), saisit rapidement la justice, qui lui donna raison. Elle ordonna le retrait de la vente du livre audio et l'interdiction de la commercialisation d'un single. En compensation, Walter Yetnikoff accorda à Michael Jackson la propriété des droits des masters des albums Off the Wall et Thriller.
Plus tard, Sony Music Entertainment, maison mère d'Epic Records, deviendra propriétaire de ces masters, ainsi que de ceux des albums suivants du chanteur. Au début des années 2000, dans un contexte de conflit entre la maison de disques et Michael Jackson, ce dernier tentera de récupérer la propriété des masters de tous ses albums.

## Contenu
Le coffret E.T. the Extra-Terrestrial contient un livre d'histoire qui permet aux auditeurs de lire avec Jackson l'histoire de E.T. et la visite de l'extraterrestre sur la planète Terre. Le livre contient une photo d'E.T. posant ses mains sur les épaules de Jackson, tandis que l'un des doigts de l'extraterrestre s'illumine. Cette photo est incluse dans l'album sous la forme d'un poster couleur de 22 pouces (56 cm) × 22 pouces (56 cm).
Le livre d'histoire de 20 pages comprend des photos du film et les paroles de la chanson Someone in the Dark (écrite par Alan et Marilyn Bergman), que Jackson chante dans le livre audio. L'enregistrement, sur un disque vinyle de 12 pouces, comprend la musique originale de John Williams, des effets sonores intégrés du film, ainsi que la voix d'E.T. en arrière-plan.

### Liste des pistes
| 1. | Someone in the Dark (Opening Version) (recorded June 1982) | 4:54 |
| 2. | Landing                                                    | 3:24 |
| 3. | Alone                                                      | 3:50 |
| 4. | Discovery                                                  | 2:13 |
| 5. | School                                                     | 2:26 |

| 1. | Home                                                       | 2:17 |
| 2. | Intrusion                                                  | 3:39 |
| 3. | E.T. Phone Home                                            | 3:01 |
| 4. | Chase                                                      | 3:18 |
| 5. | Good-Bye                                                   | 4:45 |
| 6. | Someone in the Dark (Closing Version) (recorded June 1982) | 2:54 |

## Crédits
- Narration and vocals by Michael Jackson
- Produced by Quincy Jones for Quincy Jones Productions
- Original music for E.T. composed and conducted by John Williams
- Narrative written by William Kotzwinkle, Steven Spielberg, Quincy Jones and Peggy Lipton Jones
- Lyrics to "Someone in the Dark" written by Alan and Marilyn Bergman
- Music to "Someone in the Dark" written by Rod Temperton
- Arranged and conducted by Jeremy Lubbock
- Synthesizer Solo by Craig Huxley
- Album concept: Kathy "Leen" Carey
- Executive producers: Steven Spielberg and Kathleen Kennedy
- Assistant to executive producers: Kate Barker
- Production coordinators: Freddy DeMann and Ron Weisner
- Editor: Bruce Cannon
- Production assistants: Pam Crocetti, Madeline Randolph, Corinne Alicia and Bonnie Sachs
- Supervising sound editor: Charles L. Campbell
- Sound effects editors: David A. Pettijohn, Louis L. Edemann, Richard C. Franklin, Jr and Samuel C. Crutcher
- Re-recording mixers: Buzz Knudson, Robert Glass and Don Digirolamo
- Storybook album engineer: Bruce Swedien
- Assistant engineer: Matt Forger
- Project coordinator: Nancy Cushing-Jones
- Designer: Michael Brock
- Photographers: Bruce McBroom and Terry Chostner
- Photographer for poster of Michael Jackson and E.T.: Dick Zimmerman
- Cover illustration of booklet: Drew Struzan
- Art direction: George Osaki

## Réception
Au cours de sa brève sortie, E.T. the Extra-Terrestrial réussit quand même à atteindre la 37e place du Billboard 200. Il a été bien accueilli par la critique et il permit à Jackson de remporter un Grammy Award dans la catégorie « Meilleur enregistrement pour enfants ».

### Classements
| Charts (1982–1983)                  | Meilleure position |
| ----------------------------------- | ------------------ |
| Dutch Albums (Album Top 100)        | 23                 |
| German Albums (Offizielle Top 100)  | 30                 |
| Swedish Albums (Sverigetopplistan)  | 36                 |
| UK Albums (Official Charts Company) | 82                 |
| US Billboard Top LPs & Tape         | 37                 |

## Divers
- Du fait de sa sortie écourtée et du nombre d'exemplaires restreints, le disque E.T. the Extra-Terrestrial a pris un peu de valeur, mais ce sont surtout les exemplaires promotionnels du single Someone in the Dark (chanson écrite par Rod Temperton) qui ont atteint des prix très élevés. Ils figurent parmi les disques les plus rares et les plus recherchés du chanteur et certains ont été vendus pour plus de 1 600 dollars. La chanson a ensuite été incluse en tant que morceau bonus dans l'édition spéciale de Thriller (2001), ainsi que dans le coffret Michael Jackson: The Ultimate Collection (2004).

- En 2002, Michael Jackson apparaîtra à l'occasion d'un caméo dans un film ayant également pour sujets les extraterrestres, Men in Black 2.